# Max Theiler
Max Theiler (Pretória, 30 de janeiro de 1899 — New Haven, 11 de agosto de 1972) foi um microbiologista sul-africano. Foi agraciado com o Nobel de Fisiologia ou Medicina de 1951, por pesquisar a vacina contra a febre amarela.

## Desenvolvimento de carreira
Theiler queria seguir carreira em pesquisa, então, em 1922, ele assumiu um cargo na Escola de Medicina Tropical da Universidade de Harvard em Cambridge, Massachusetts. Ele passou vários anos investigando a disenteria amebiana e tentando desenvolver uma vacina para a febre da mordida de rato.
Depois de se tornar assistente de Andrew Sellards, ele começou a trabalhar com febre amarela. Em 1926, eles refutaram a hipótese de Hideyo Noguchi de que a febre amarela era causada pela bactéria Leptospira icteroides. Em 1928, um ano após a doença ter sido identificada conclusivamente como sendo causada por um vírus , eles mostraram que os vírus da África e da América do Sul são imunologicamente idênticos. (Isso se seguiu à indução de febre amarela de Adrian Stokes em macacos rhesus da Índia). No decorrer dessa pesquisa, Theiler contraiu febre amarela, mas sobreviveu e desenvolveu imunidade.
Em 1930, Theiler mudou-se para a Fundação Rockefeller em Nova York, onde mais tarde se tornou diretor do Laboratório de Vírus. Ele foi professor de epidemiologia e saúde pública na Yale School of Medicine e na Escola de Saúde Pública de 1964 a 1967.

## Trabalho com febre amarela
Depois de passar o vírus da febre amarela por ratos de laboratório, Theiler descobriu que o vírus enfraquecido conferia imunidade aos macacos rhesus. O cenário estava armado para Theiler desenvolver uma vacina contra a doença. Theiler primeiro planejou um teste para a eficácia de vacinas experimentais. Em seu teste, soros de seres humanos vacinados foram injetados em camundongos para ver se eles protegiam os camundongos contra o vírus da febre amarela. Este "teste de proteção em camundongos" foi usado com variações como uma medida de imunidade até depois da Segunda Guerra Mundial. Subcultura da cepa Asibi particularmente virulenta da África Ocidental em embriões de galinha, uma técnica desenvolvida por Ernest Goodpasture, a equipe de Rockefeller procurou obter uma cepa atenuada do vírus que não matasse ratos quando injetada em seus cérebros. Demorou até 1937, e mais de 100 subculturas em embriões de galinha, para que Theiler e seu colega Hugh Smith obtivessem uma cepa atenuada, que chamaram de "17D". Testes em animais mostraram que o mutante atenuado 17D era seguro e imunizante. A equipe de Theiler concluiu rapidamente o desenvolvimento de uma vacina 17D e a Fundação Rockefeller iniciou os testes em humanos na América do Sul. Entre 1940 e 1947, a Fundação Rockefeller produziu mais de 28 milhões de doses da vacina e finalmente acabou com a febre amarela como uma das principais doenças.
Por este trabalho, Theiler recebeu o Prêmio Nobel de Fisiologia ou Medicina em 1951. Theiler também foi premiado com a Real Sociedade de Medicina Tropical e Higiene da Medalha de Chalmers, em 1939, da Universidade de Harvard Medalha Flattery em 1945, e o Prêmio Lasker da Associação Americana de Saúde Pública, em 1949.

## Vírus da encefalomielite murina de Theiler
Em 1937, Max Theiler descobriu um agente filtrável que era uma causa conhecida de paralisia em ratos. Ele descobriu que o vírus não era transmissível a macacos rhesus e que apenas alguns ratos desenvolveram sintomas. O vírus agora é conhecido como vírus da encefalomielite murina de Theiler. O vírus foi bem caracterizado e agora serve como modelo padrão para o estudo da esclerose múltipla.

## Publicações
Max Theiler contribuiu com três livros:
- Viral and Rickettsial Infections of Man (1948)
- Yellow Fever (1951)
- The Arthropod-Borne Viruses of Vertebrates: An Account of The Rockefeller Foundation Virus Program, 1951–1970, Max Theiler e W. G. Downs. (1973) Yale University Press. New Haven e Londres. ISBN 0-300-01508-9.

Theiler escreveu vários artigos, publicados no The American Journal of Tropical Medicine e Annals of Tropical Medicine and Parasitology.